# Raz-o-Jargalan (Verwaltungsbezirk)
Raz-o-Jargalan (persisch شهرستان رازوجرگلان) ist ein Schahrestan in der Provinz Nord-Chorasan im Iran. Er enthält die Stadt Raz, welche die Hauptstadt des Verwaltungsbezirks ist. 

## Demografie
Bei der Volkszählung 2016 betrug die Einwohnerzahl des Schahrestan 59.210. Die Alphabetisierung lag bei 78 Prozent der Bevölkerung. Knapp 9 Prozent der Bevölkerung lebten in urbanen Regionen.
| Zensusjahr | Einwohnerzahl |
| ---------- | ------------- |
| 2011       | 59.034        |
| 2016       | 59.210        |